# De Havilland DH.82 Tiger Moth
 Ikke at forveksle med det tidligere monoplan de Havilland DH.71 Tiger Moth.
De Havilland DH.82 Tiger Moth er et biplan fra 1930'erne. Den blev designet af Geoffrey de Havilland og gjorde tjeneste ved Royal Air Force (RAF) og andre luftvåben som elementært skolefly. Tiger Moth forblev i tjeneste hos RAF indtil den blev erstattet med de Havilland Chipmunk i 1952. Mange af de overskydende fly blev frasolgt til civilt brug. Mange andre nationer - herunder Danmark - brugte Tiger Moth til både militære og civile formål, og flyet er stadig i udbredt anvendelse i mange lande, hovedsageligt til rekreative formål. Flyet bliver undertiden stadig anvendt som skolefly, særligt for piloter som ønsker at samle erfaring før de bliver omskolet til andre fly med halehjul, og mange gør tjeneste ved firmaer der tilbyder 'Prøv-en-flyvetime'-lektioner.
De Havilland Moth-klubben, der blev stiftet i 1975, er nu en brugergruppe der bl.a. tilbyder gensidig teknisk support.

## Design og udvikling
Tiger Moth-prototypen var en videreudvikling af flystellet fra de Havilland DH.60 Gipsy Moth på foranledning af det Britiske Luftfartsministeries specifikation 13/31 for et skolefly til begyndertræning. Den største ændring fra DH Moth-serien var nødvendiggjort af et ønske om forbedret adgang til det forreste cockpit: træningsforskriften specificerede at personen i det forreste cockpit skulle være i stand til let at undslippe, i særdeleshed når vedkommende var hæmmet af en faldskærm. I de tidligere Moth-typer var adgangen til det forreste cockpit stærkt begrænset af flyets brændstoftank, som var placeret umiddelbart over det forreste cockpit, og de bageste stivere til den øverste vinge. Løsningen var at flytte den øverste vinge fremad, men samtidigt gøre vingerne pilformede agterud for at bibeholde opdiftscenteret. Andre ændringer inkluderede et forstærket stel, nedklappelige døre på begge sider af cockpittet og et revideret udstødningssystem. Prototypen var drevet af en de Havilland Gipsy III 120 Hk motor, og fløj første gang den 26. oktober 1931 med de Havillands ledende testpilot Hubert Broad ved pinden.
Siden Tiger Moth ikke har noget elektrisk system, er det nødvendigt at starte motoren med håndkraft. Dette skal gøres med forsigtighed, for ikke at blive ramt af propellen; sådan et uheld kan medføre alvorlige personskader. Fordi flyet er med halehjul kræver det omhu at 'taxie' - køre på jorden. Piloten kan ikke se direkte fremad for motorskærmen, så der er en risiko for at ramme forhindringer, særligt med undervingen, og på jorden er flyet generelt følsomt for vindstød på grund af den store, skråtstillede overvinge.
Starten sker uden problemer, og flyet har en fornuftig stigeevne. For at undgå skader bør motoren ikke køre for fuld effekt i mere end ét minut.
En tydelig detalje i Tiger Moths design er den differentielle funktion af krængerorene. Tiger Moth har kun krængeror på den nederste vinge, og de bliver styret af en eksternt monteret cirkulær skive, der ligger fladt med beklædningen på den nederste vinges underside. Skiven bliver drejet af styrepindene via et system af kæder og wirer, og har skubbe-trækstængerne til krængerorene koblet til et punkt 45° forude udenbords for skivens omdrejningspunkt, når rorene er i neutral stilling. Dette giver et kontrolsystem hvor rorene under kurveflyvning stort set ikke bevæger sig nedad på den udvendige vinge, mens roret på den indvendige side bevæger sig kraftigt opad. Denne styring modvirker en tendens til at bryde ud af kurven .
Tiger Moth'ens biplan-design gør den til et solidt fly, og den er fuldt kunstflyvningsdygtig. Siden den kun har krængeror på undervingen, og disse har en kraftigt differentiel virkning, har den - for et biplan - en temmelig langsom rulningshastighed. De fleste kunstflyvningsmanøvrer startes ved mellem 90 til 110 knob, og flyet har en absolut maksimumsfart (Velocity Never Exceeded - VNE) på 140 knob. Det er vigtigt at låse de automatiske slats på overvingen under kunstflyvning.
Det åbne cockpit tillader at piloterne kan stikke hovedet udenfor, så det er muligt at se landingsbanen under indflyvning og landing. Som ved andre halehjulsfly er det vigtigt at lande lige, uden sidelæns bevægelse, for at undgå at lave et ground loop.
Den kan landes på to måder. For at lave en landing 'på hjulene' sætter man flyet på landingsbanen med moderat fart, og lader kun hovedhjulene røre jorden mens halen forbliver løftet indtil farten aftager. Den har kun ringe tendens til at lave en 'høne' (at hoppe på hjulene). I modsætning til de fleste andre halehjulsfly er den anden type landing, en trepunktslanding, temmelig vanskelig. Højderoret har ikke tilstrækkelig effekt til at presse halen ned til den korrekte vinkel ved lav hastighed. Derfor skal halen bringes ned med et ryk, ved præcist rigtig hastighed og højde.

## Operativ historie

### Produktion
Til at begynde med bestilte RAF 35 stk. Tiger Moth I med dobbeltstyring. Disse havde firmabetegnelsen DH.82. En følgende ordre på 50 fly med de Havilland Gipsy Major I motor (130 Hk) var af typen DH.82A, eller, under RAF's navngivning Tiger Moth II. Tiger Moth trådte i tjeneste ved RAF Central Flying School i Februar 1932. Ved begyndelsen af Anden verdenskrig havde RAF 500 Tiger Moths i tjeneste, og et stort antal civile fly blev tvangsindskrevet for at imødekomme behovet for skolefly.
Af de over 7.000 britisk producerede Tiger Moths blev i alt 4.005 bygget under krigen på RAF's ordre, og næsten halvdelen af disse blev bygget af Morris Motors Limited i Cowley, Oxford.
De Havilland Canada i Downsview producerede 1.548 af alle versioner, inklusive DH.82C og varianterne med Menasco-motorer, kendt som Menasco Moth. DHC byggede også 200 Tiger Moths for USAAF Lend-Lease formål. Disse fly blev - af hensyn til det herskende bureaukrati - designeret som type PT-24 før de blev leveret til Royal Canadian Air Force. De Havilland Australia samlede 20 fly af løsdele sendt fra Storbritannien før de selv startede deres egen storproduktion af DH.82A, som resulterede i at yderligere 1.070 fly blev bygget lokalt.
Derudover blev der bygget 23 i Sverige under navnet Sk.11 af AB Svenska Järnvägsverkstädernas Aeroplanavdelning (Statsbanernes Flyafdeling), 91 blev bygget i Portugal af OGMA, 38 i Norge af Kjeller Flyfabrikk (nogle kilder siger 37, så det første kan have været samlet af et 'kit') og 133 blev bygget i New Zealand af de Havilland Aircraft of New Zealand udover et stort antal fly, der blev fremsendt som byggesæt fra Storbritannien.
Danmark købte i alt 15 Tiger Moth, de fem første i marts 1933, syv mere i 1934, og som erstatning for havarerede fly, tre mere i årene 1935 - 37. De blev benyttet af Flyveskolen, der dengang lå på Lundtofte Flyveplads ved Lyngby, hvor Danmarks Tekniske Universitet ligger i dag. I 1934 flyttede Flyveskolen til Værløse Flyveplads. Efter 9. april 1940 blev de 12 overlevende Tiger Moth’er opmagasineret, en på Kløvermarken, de øvrige kom til Avedøre. Tyskerne solgte et enkelt fly til Sverige, hvor det totalhavarerede. De øvrige flys skæbne er ukendt.

### Træning
Tiger Moth blev det mest udbredte elementærskolefly, ikke bare i det Britiske Commonwealth, men også i mange andre lande, herunder Danmark. Det var den primære type der tjente i den Britiske Commonwealth Air Training Plan, hvor tusinder af militære flyveelever fik deres første flyvetur i denne robuste lille maskine. RAF fandt at Tiger Moth's flyveegenskaber var ideelle til at træne fremtidige jagerpiloter. Selv om den var fredelig og tolerant over for småfejl under normal flyvning, som det blev foretaget under begyndertræningen, krævede Tiger Moth dygtighed og koncentration når den skulle benyttes til formationsflyvning eller kunstflyvning — en mislykket manøvre kunne nemt få flyet til at stalle eller gå i spin.
Lige fra begyndelsen beviste Tiger Moth at den var et ideelt skolefly, simpelt og billigt at eje og vedligeholde. Styrebevægelserne krævede en positiv og sikker hånd - flyet reagerede lidt langsomt på styringen. Nogle instruktører foretrak disse egenskaber, fordi de hurtigt afslørede en dårligt egnet elev.
Tiger Moth reagerer godt på styring, og den er temmelig nem at flyve for et halehjulsfly. Dens store "faldskærms" vinger tilgiver selv slemme fejl, og den staller helt nede ved 25 knobs fart under motor. Dens stall- og spinegenskaber er godartede. Den har i nogen grad 'adverse yaw', og kræver derfor sideror under drej.
Tiger Moth opfylder det grundlæggende krav til et skolefly: den er "let at flyve, men svær at flyve rigtigt"; dens godmodige opførsel inden for rammerne af normal flyvning gør det nemt for en begynder at lære flyvningens grundlæggende færdigheder. Samtidigt er det nødvendigt at lære og effektivt anvende koordineret flyvning, og flyet vil afsløre mangelfuld håndtering, både for instruktøren og en opmærksom elev. Efterhånden som træningen bliver mere avanceret, særligt m.h.t. luftakrobatik, vil en Tiger moth kræve større dygtighed af sin pilot.
Tiger Moth vil ikke, som nogle skolefly, "flyve ud af problemerne", men vil i stedet for stalle eller spinne hvis den bliver behandlet forkert. Dette er ikke alvorligt - dens stall og spin er godmodige, og demonstrerer tydeligt mangelfuld håndtering uden at være til fare for fly og besætning. Denne opførsel var uvurderlig, navnlig for militære instruktører, der i løbet af kort tid skulle sortere eleverne med potentiale for jagerfly, dem der skulle på mindre krævende flytyper, og dem der skulle afvises som piloter.

### Skydemål
En radiostyret version af Tiger Moth kaldet DH.82 Queen Bee blev fremstillet fra 1935; den blev benyttet til at slæbe skydemål (Et risikabelt job for en pilot - navnlig når det var begyndere ved maskingeværerne!). Den benyttede et træstel baseret på DH.60 Gipsy Moth, med de nødvendige strukturelle ændringer til stag og stræbere, og havde vingerne fra Tiger Moth II. Der var knap 300 i tjeneste ved starten af Anden verdenskrig. Det formodes at navnet "Drone" er afledt fra "Queen Bee". Disse fly havde et normalt frontcockpit til testflyvning og f.eks. overførselsflyvninger, men havde et radiokontrolleret system i det bageste cockpit, der betjente rorene ved hjælp af pneumatiske servoer. I alt firehundrede blev bygget af de Havilland i Hatfield, og yderligere 70 af Scottish Aviation.

### Kystpatrulje
På grund af en desperat mangel på maritime patruljefly, tjente seks flights Tiger Moths ved RAF Coastal Command i december 1939. De blev benyttet til kystnære overvågningsflyvninger, og fik øgenavnet "scarecrow patrols" ("Fugleskræmsel-patruljer"). Flyene opererede i par og var udelukkende bevæbnet med en signalpistol. Hensigten var at tvinge en indtrængende ubåd til at dykke; det ene fly skulle så cirkle i området mens det andet skulle søge efter en patruljebåd, som så kunne dirigeres tilbage til stedet. Fordi flyene ikke havde radio, medbragte hvert fly en kurv med to brevduer, så piloten kunne sende et nødsignal i tilfælde af en nødlanding til søs. Nogen gange medbragte flyene en 25-punds (11,5 kg) bombe, men der forlyder intet om, hvorvidt de nogensinde blev brugt i kamp.

### Anti-invasions forberedelser
I efterdønningerne af den katastrofale kampagne i Frankrig, blev der i August 1940 godkendt tre forslag for kystforsvar. 350 Tiger Moths blev udstyret med bombeholdere for at kunne tjene som let bombefly dersom det blev nødvendigt at igangsætte den desperate Operation Banquet. En mere radikal modifikation involverede "paraslasheren", en le-lignende klinge fæstnet på en Tiger Moth og beregnet til at ødelægge en faldskærmssoldats faldskærm, mens de hang i den. Forsøg viste at ideen var brugbar, men den blev ikke officielt godkendt. Tiger Moth blev også testet som en slags sprøjtefly; der blev monteret pulverdåser under vingerne, der skulle bruges til at sprede rottegift mod landtropper.

### Efterkrigstiden
Efter krigen blev et stort antal overskydende Tiger Moths udbudt til salg til flyveklubber og enkeltpersoner. De var billige i drift og vedligeholdelse, og blev modtaget med entusiasme på det civile marked. Udover en fortsat rolle som skolefly fik de nye roller, bl.a. som luftambulance, til kunstflyvning, reklamering, sprøjtefly, slæbefly for svævefly og som bush fly.
Op igennem 1950'erne blev adskillige Tiger Moths konverteret til Coupe standard, med en hood på glideskinner over begge sæderne, i lighed med de Canadisk-byggede Fleet Finch dobbeltdækkere som sammen med Tiger Moth tjente som skolefly for RCAF i krigsårene. De Hollandske civile luftfartsmyndigheder beordrede at ex-RAF fly der blev importeret til Holland efter krigen skulle udstyres med en større halefinne. Dette blev løst ved at montere en ekstra forstørret forkant på finnen.
Efter at man i New Zealand havde lavet forsøg med at sprede kunstgødning fra fly, blev et stort antal ex-Royal New Zealand Air Force Tiger Moths konverteret til denne anvendelse. Det forreste sæde blev erstattet med en gødningsspreder til superfosfat, som så blev spredt under en lav overflyvning af marken. Fra midten af 1950erne blev disse fly erstattet af mere moderne typer som f.eks. PAC Fletcher, og endnu engang blev et stort antal newzealandske Tiger Moths i god stand handlet videre til entusiastiske privatpiloter. Det er blevet hævdet at der er flere mennesker der har prøvet at styre en Tiger Moth end nogen som helst anden flytype.
Royal Navy opkøbte et antal restaurerede civile Tiger Moths i 1956. De blev benyttet til at slæbe skydemål og til "air experience" flyveture , og blev dermed de sidste i militær tjeneste. En af den blev det sidste biplan, der landede på et hangarskib - det skete ombord på HMS Eagle i den Engelske Kanal i sommeren 1967. Ved starten tillod den kraftige vind over flyvedækket at flyet lettede, men flyet var langsommere end skibet, som derfor blev nødt til at dreje hårdt til styrbord for at undgå en kollision.[kilde mangler] Disse fly forblev i tjeneste indtil de tidlige 1970'ere.[kilde mangler]
Under filmoptagelser er Tiger Moths ofte blevet modificeret som 'stand-in's for sjældnere flytyper. For eksempel blev Tiger Moth biplaner brugt i styrtscenerne i Alle tiders vovehals (original titel 'The Great Waldo Pepper') hvor den var stand-in for Curtiss JN-1.[kilde mangler] På grund af Tiger Moth'ens popularitet og de stigende omkostninger ved at holde de aldrende fly på vingerne, er der blevet designet et antal replicas, egnede til hjemmebygning, både i fuld størrelse og nedskalerede. Eksempler på disse er Fisher R-80 Tiger Moth og RagWing RW22 Tiger Moth.[kilde mangler]
Tiger Moth kan - ved et hurtigt blik - forveksles med det Belgisk-udviklede Stampe SV.4 kunstflyvningsfly, som på mange måder havde samme design: næsten ens understel, let pilform på vingerne, og næsten samme motorhjelm.

## Varianter
DH.60T Moth Trainer/Tiger Moth
Militært trænerversion af de Havilland DH.60 Moth. De første otte prototyper i DH.82 konfiguration blev kaldt Tiger Moth.
DH.82 Tiger Moth (Tiger Moth I)
Tosædet primært skolefly. Forsynet med en 120 hk (89 kW) de Havilland Gipsy III stempelmotor; fik navnet Tiger Moth I i RAF.
DH.82A Tiger Moth (Tiger Moth II)
Tosædet primært skolefly. Forsynet med en 130 hk (97 kW) de Havilland Gipsy Major stempelmotor og forsynet med en hood over det bageste cockpit med henblik på uddannelse til blindflyvning. Fik navnet Tiger Moth II i RAF.
DH.82B Tiger Moth III
Forbedret variant med en de Havilland Gipsy Major III motor. Den havde et bredere skrog og en større halefinne. Fløj første gang 1 Oktober 1939. Kun en blev bygget. I nogen referencer er designationen fejlagtigt benyttet om Queen Bee.
DH.82C Tiger Moth
Version for RCAF, særligt tilrettet koldt vejr. Forsynet med lukket cockpit med hood på glideskinner, opvarmet cockpit, bremser, halehjul og metalstivere. Hjulene blev flyttet 9.75" fremad for at kompensere for installationen af bremser; ændringen blev lavet ved at ændre på understellets vinkel. Forsynet med en 145 hk (108 kW) de Havilland Gipsy Major motor. Der blev bygget 1,523 - inklusive Menasco Moths og PT-24.
DH.82C-2 Menasco Moth I
DH.82C forsynet med en Menasco D-4 Super Pirate 125 hk 4-cylindret inverteret rækkemotor, på grund af mangel på Gipsy Major motorer. Som en følge af den reducerede motoreffekt blev de primært brugt til radiotræning. Externt var det kun småting der adskilte den fra 82C: propellen roterede modsat, og åbningerne i motorhjelmen var spejlvendt. 10 stk. bygget.
DH.82C-4 Menasco Moth II
Som DH.82C-2 men med reduceret brændstofkapacitet og mindre detaljer ændret. Et enkelt eksemplar har overlevet, og er nu udstillet i Canada Aviation and Space Museum i Ottawa. 125 bygget.
DH.82C-4 Menasco Moth III
Udrustet med et "American AT-1/AR-2" radiosæt og fra begyndelsen beregnet som radiotræner, men projektet blev aflyst da flaskehalsene i leverancerne af Britiske motorer og radioer blev løst. Det eneste eksemplar, RCAF 4934, var konverteret fra en Menasco Moth II.
DH.82 Queen Bee
Ubemandet radiostyret måldrone der brugte Tiger Moth vinger og, af økonomiske hensyn, et træskrog baseret på DH.60 Moth. Queen Bee kunne have enten hjul eller pontoner som understel. I 2008 var det sidste flyvedygtige eksemplar hjemmehørende i RAF Henlow, England. Der blev bygget 405 eksemplarer.
PT-24 Moth
De Forenede Staters militære betegnelse for de DH.82C, der blev bestilt under Lend-Lease-aftalen og afleveret til Royal Canadian Air Force; 200 eksemplarer blev bygget af de Havilland Canada.
Thruxton Jackaroo
Firesædet version af DH.82A med kabine. I alt 19 blev konverteret i Storbritannien.
DH.83 Fox Moth
Genbrugte mange Tiger Moth komponenter, herunder vingerne (som blev rettet ud for at fjerne pilformen), hale og understel sammen med et nyt skrog med lukket kabine til passagererne, og et åbent cockpit til piloten. Bygget både i Storbritannienfør Anden Verdenskrig og i Canada efter krigen.

## Operatører

### Civile operatører
Tiger Moth bliver stadig brugt, hovedsageligt af flyveklubber og private ejere til rekreativ flyvning, men undertiden også til skoleflyvning. Der findes p.t. omkring 250 flyvedygtige eksemplarer verden over. Af de 13 DH.82A, der er registreret i Danmark, er der kun to tilbage i flyvedygtig stand.

### Militære operatører
Australien
- Det australske luftvåben (Royal Australian Air Force)
- Den australske flådes Flyvetjeneste (Royal Australian Navy - Fleet Air Arm (RAN))

 Belgien
- Det Belgiske Luftvåben (nederlandsk: Luchtcomponent, fransk: Composante air) - 31 fly i tjeneste fra 1945

 Brasilien
- Brasiliens Luftvåben (Brazilian Air Force, portugisisk: Força Aérea Brasileira, FAB) - 5 leveret i 1932 og 12 i 1935.
- Den Brasilianske flådes Flyvetjeneste (Brazilian Naval Aviation, portugisisk: Aviação Naval Brasileira, AvN)

 Burma
- Burma's Frivillige Luftvåben (Burma Volunteer Air Force)
- Burma's Luftvåben (Myanmar Air Force (burmesisk: တပ်မတော် (လေ))

 Canada
- Det canadiske luftvåben (Royal Canadian Air Force)
- Den Kongelige Canadiske Flåde (Royal Canadian Navy)

 Ceylon
- Ceylons luftvåben (Sri Lanka Air Force (SLAF) singalesisk: ශ්‍රි ලංකා ගුවන් හමුදාව Sri Lanka Guwan Hamudawa)

 Belgisk Congo
- Belgisk Congo's Luftvåben (Force Aérienne Congolaise)

- Tjekkoslovakiets Luftvåben - (Czechoslovak Air Force - Tjekkisk: Československé vojenské letectvo) - Ét fly i tjeneste fra 1945 til 1948.

 Danmark
- Hærens Flyvertropper - i alt 15 stk. Dh.82 og DH.82A

 Egypten
- Det Egyptiske Luftvåben (Egyptian Air Force (EAF) arabisk: القوات الجوية المصرية)

 Finland
- Finlands Luftvåben (Finnish Air Force(FAF eller FiAF) finsk: Ilmavoimat)

 Frankrig
- Det franske luftvåben (fransk: Armée de l'air)

 Nazi Tyskland
- Nazitysklands luftvåben (Luftwaffe) - Et lille antal fly.[22]

 Greece
- Grækenlands Luftvåben (Hellenic Air Force (HAF) græsk: Πολεμική Αεροπορία, Polemikí Aeroporía)

 Indien
- Indiens Luftvåben (Royal Indian Air Force hindi: भारतीय वायु सेना, Bhāratīya Vāyu Senā)

 Iran
- Det iranske luftvåben (Imperial Iranian Air Force (IIAF)) - 99 fly importeret og 10 lokalt bygget 1938-39[23]

 Irak
- Iraks Luftvåben (Iraqi Air Force (IQAF or IAF; arabisk: القوة الجوية العراقية, Al Quwwa al Jawwiya al Iraqiya) (kurdisk: هێزی ئاسمانی عێراقی))

 Israel
- Israels Luftvåben (Heyl Ha'Avir hebraisk: זרוע האוויר והחלל, Zroa HaAvir VeHaḤalal)

 Jordan
- Det Kongelige Jordanske Luftvåben (Royal Jordanian Air Force (RJAF) arabisk: سلاح الجو الملكي الأردني, Silāḥ ul-Jawu al-Malakī ’al-Urdunī)

 Malaya
- Malaya's Reserve Luftvåben (Malaya Auxiliary Air Force)

 Holland
- Det hollandske luftvåben (Royal Netherlands Air Force (RNLAF), nederlandsk: Koninklijke Luchtmacht (KLu))
- Den Hollandske Flådes Lufttjeneste (Netherlands Naval Aviation Service, nederlandsk: Marine-Luchtvaartdienst, MLD)

 New Zealand
- Det newzealandske luftvåben (Royal New Zealand Air Force (RNZAF), Maori: Te Tauaarangi o Aotearoa)

 Norge
- Det norske luftvåben (Norwegian Army Air Service, norsk: Luftforsvaret)

 Pakistan
- Det Pakistanske Luftvåben (Pakistan Air Force (PAF), urdu: پاک فِضائیہ)

 Polen
- Polens Luftvåben (Polish Air Force, polsk: Wojska Lotnicze i Obrony Powietrznej)

 Portugal
- Det Portugisiske Luftvåben (Portuguese Air Force (portugisisk: Força Aérea Portuguesa))

 Rhodesia og  Sydrhodesia
- Rhodesia's Luftvåben (Rhodesian Air Force (RhAF))

 Saudi Arabia
- Det Kongelige Saudiarabiske Luftvåben (Royal Saudi Air Force (RSAF) (arabisk: القوات الـجوية الـملكية الـسعودية, al-quwwāt al-ğawwiyyah al-malakiyyah as-suʿūdiyyah))

 Spanien
- Spaniens Luftvåben (Spanish Air Force (SPAF) (spansk: Ejército del Aire)) - flyene overtaget fra det Spanske Republikanske Luftvåben

 South Africa
- Sydafrikas Luftvåben (South African Air Force (SAAF))

 Sri Lanka
- Sri Lankas Luftvåben (Sri Lanka Air Force (SLAF), singalesisk: ශ්‍රි ලංකා ගුවන් හමුදාව Sri Lanka Guwan Hamudawa)

 Sverige
- Det svenske flyvevåben (Swedish Air Force, svensk: Flygvapnet)

 Thailand
- Det Kongelige Thailandske Luftvåben (Royal Thai Air Force (RTAF), thai: กองทัพอากาศไทย, Kong Thap Akat Thai)

 Storbritannien
- Det britiske luftvåben (Royal Air Force (RAF)
- Den britiske flådes flyvetjeneste (Fleet Air Arm, engelsk: Fleet Air Arm of the Royal Air Force

 United States
- USA's hærs flyverkorps (United States Army Air Corps (USAAC))

 Uruguay
- Uruguays Luftvåben (Uruguayan Air Force (Fuerza Aérea Uruguaya))

- Jugoslaviens Luftvåben (SFR Yugoslav Air Force, serbokroatisk: Jugoslavensko Ratno zrakoplovstvo, Југословенско Ратно ваздухопловство) - 24 fly, benyttet mellem 1945 - 1948[24]

## Overlevende fly

### I brug
Et relativt stort antal Tiger Moth er stadigt i brug (det anslås 250), heraf 2 stk. i Danmark. Antallet af flyvedygtige Tiger Moths er stigende, eftersom et antal negligerede fly eller tidligere statisk udstillede museumseksemplarer er blevet restaureret, eller er under renovering. Det er uhensigtsmæssigt at forsøge på at opliste alle de aktive fly.

### Udstillede
Et antal fly er bevaret og udstillet i følgende museer (listen er ikke komplet):
- Alberta Aviation Museum, Edmonton, Canada;
- Aviodrome ved Lelystad Airport i Holland;
- Canadian Air and Space Museum, Toronto, Canada;
- Canada Aviation and Space Museum, Ottawa, Canada - to eksemplarer, 1 udstillet, 1 på lager;
- Canadian Museum of Flight, Langley, Canada;
- Canadian Warplane Heritage Museum, Hamilton, Canada;
- Commonwealth Air Training Plan Museum, Brandon, Manitoba, Canada;
- Danmarks Flymuseum, Stauning, Danmark;
- EAA AirVenture Museum, Oshkosh, United States;
- Flygvapenmuseum ved Malmen Airbase nær Linköping, Sweden;
- Heritage Park, Calgary, Canada (udlånt fra Aero Space Museum Association of Calgary);
- Indian Air Force Museum, Palam - 1 flyvedygtigt eksemplar.
- Israeli Air Force Museum, Hatzerim, Israel;
- Luskintyre Aviation Flying Museum, Luskintyre, NSW Australia - Renoverer og bygger Tiger Moths
- Mackay Tiger Moth Museum, Mackay, Australia;
- Malta Aviation Museum i Malta;
- De Havilland Aircraft Museum i London Colney, England;
- Museo Aeronáutico "Coronel (Aviador) Jaime Meregalli" i Uruguay;
- Museo Nacional Aeronáutico y del Espacio i Chile;
- Museu Aeroespacial, 25 km udenfor Rio de Janeiro i Brasilien;
- Museu do Ar, Sintra, Portugal;
- Museum of New Zealand Te Papa Tongarewa i Wellington, New Zealand;
- National Museum of Flight ved RAF East Fortune i Skotland;
- National Museum of the United States Air Force, Dayton, Ohio, United States;[25]
- Cole Palen's Old Rhinebeck Aerodrome i Rhinebeck/Red Hook, NY, United States
- PAF Museum, Karachi, Pakistan;
- Polish Aviation Museum ved den tidligere Kraków-Rakowice-Czyżyny Airport i Polen;
- RAAF Museum, RAAF Williams Point Cook, Australien;
- Reynolds-Alberta Museum i Wetaskiwin, Canada
- Royal Aero Club of Western Australia (Inc.), Jandakot, Australien;
- Royal Museum of the Armed Forces and of Military History, Brussels, Belgien;
- Royal New Zealand Air Force Museum, Wigram, New Zealand - 1 flyvedygtigt eksemplar;
- Royal Newcastle Aero Club, Rutherford, NSW, Australia - Man kan købe en 'udsigts'- eller 'kunstflyvnings'tur i VH-RNI;
- Saskatchewan Western Development Museum, Moose Jaw, Canada;
- Shuttleworth Collection ved Old Warden, England;
- Sri Lanka Air Force Museum, Sri Lanka;
- Temora Aviation Museum, Temora, Australien;
- Vintage Wings of Canada, Gatineau, Qc. Canada
- Western Canada Aviation Museum i Winnipeg, Canada;
- Yugoslav Aeronautical Museum, Serbien.

## Specifikationer (DH 82A)
| Reference = The Tiger Moth Story |                               |                              |
| Besætning:                       | to, instruktør og elev        |                              |
| Længde:                          | 23 ft 11 in                   | 7.34 m                       |
| Højde:                           | 8 ft 9 in                     | 2.68 m                       |
| Spændvidde:                      | 29 ft 4 in                    | 8.94 m                       |
| Vingeareal:                      | 239 ft²                       | 22.2 m²                      |
| Tomvægt:                         | 1,115 lb                      | 506 kg                       |
| Max. vægt:                       | 1,825 lb                      | 828 kg                       |
| Tankkapacitet:                   | 19 imp. gallons               | 22 US gallons, 82 liters     |
| Ekstra tank:                     | 10 imp. gallons               | 12 US gallons, 45 liters     |
| Motor:                           | de Havilland Gipsy Major Mk.I | 4-cyl. inverteret rækkemotor |
| Motoreffekt:                     | 130 hk                        | 100 kW                       |
| Max. fart:                       | 109 mph at 1,000 ft           | 97 kts, 175 km/h at 300 m    |
| Marchfart:                       | 67 mph                        | 59 kts                       |
| Rækkevidde:                      | 302 miles                     | 250 nm, 486 km               |
| Max.flyvehøjde:                  | 13,600 ft                     | 4,145 m                      |
| Stigehastighed:                  | 673 ft/min                    | 205 m/min                    |

## Eksterne links
- Fliegendes Museum Arkiveret 20. oktober 2013 hos  Wayback Machine
- Tiger Moth preserved by Chile's Aviation Museum, at the official Museo's website Arkiveret 17. juni 2008 hos  Wayback Machine
- Western Canada Aviation Museum: De Havilland Tiger Moth (D.H.82c) Arkiveret 29. maj 2018 hos  Wayback Machine
- A photograph of a de Havilland DH.82B Queen Bee Arkiveret 27. september 2007 hos  Wayback Machine
- Sri Lanka Air Force - Tiger Moth and Chipmunk news Arkiveret 4. marts 2016 hos  Wayback Machine
- Civil and Military Aviation in Iran 1924–1949 Arkiveret 22. august 2010 hos  Wayback Machine